# L'Air du temps (parfum)
Pour les articles homonymes, voir L'air du temps.
L'Air du temps est un parfum féminin de Nina Ricci créé en 1948 par Francis Fabron et sorti en 1951.

## Création
En 1946, Robert Ricci, fils de Nina Ricci, créé un département parfums au sein de la maison de couture de sa mère, notamment pour diversifier les activités d'une entreprise qui, comme beaucoup, a souffert de la guerre. L'Air du temps, créé en 1948, est donc l'un des premiers parfums de la marque. Les parfumeurs Francis Fabron et Roure Bertrand Dupont assurent sa conception : il « dose massivement le salicylate de benzyle dans sa composition, une molécule de synthèse (typique aussi de l'Ambre Solaire de Garnier, qui procure un côté lumineux, éclatant, au bouquet de jasmin, de rose et de gardénia relevé d'une note poivrée d'œillet ». L'Air du temps va en cela à l'encontre de la mode des parfums aux « chypres sombres et entêtants » de l'entre-deux-guerres ; il fait partie de la famille « floral épicé ».
À l'origine, il est davantage destiné aux femmes mariées qu'aux jeunes filles, lesquelles mettaient plutôt de l'eau de Cologne.
Jean Guichard, directeur de l'École de parfumerie Givaudan, explique « Ce qu'il y a d'extraordinaire dans ce parfum, c'est son sillage très puissant – alors qu'il est peu concentré, à peine 5 % – dû à la noblesse de ses matières premières et de leur temps de macération dans l'alcool (cinq semaines), sur lequel la maison Ricci n'a jamais transigé. Pourtant, la longue immobilisation des cuves entraîne un important surcoût. Aujourd'hui, rares sont les marques qui respectent cette pratique, néanmoins indispensable au parfum pour acquérir toute sa rondeur ».

## Succès
C'est l'un des cinq parfums les plus vendus dans le monde. Il a fait la renommée de la Maison Ricci. Il a notamment percé dans le marché américain, où Robert Ricci avait décidé la diffusion de ses produits.

## Flacon
Originellement le flacon a été dessiné par le sculpteur espagnol Joan Rebull, sur le bouchon était gravé un soleil et une colombe. Ce n'est qu'en 1951 que le flacon actuel, avec son bouchon aux deux colombes volant au-dessus d'un tourbillon de cristal, a été imaginé par Nina Ricci et Lalique (Marc Lalique, le fils du fondateur de la maison, lequel avait déjà réalisé le flacon du premier parfum de la maison Ricci, Cœur Joie). Mais différents artistes ont dessiné des éditions limitées, tel que Andy Warhol, David Hamilton, ou plus récemment Olivia Putman. Plus porteur en signification, le nouveau flacon présente « un tourbillon illustrant l'instabilité du monde, surmonté de deux colombes enlacées célébrant la paix et l'amour retrouvés ». L'historienne Élisabeth de Feydeau note que « les femmes n'avaient jamais rien vu d'aussi exquis ! À cette époque, on est plutôt sur le modèle du flacon-amphore, des habillages somme toute assez classiques » (comme Femme de Rochas ou Diorissimo de Dior) ; le flacon en lui-même demande pour chaque pièce une quinzaine d'opération de finition faites à la main par des artisans cristalliers.

## Postérité
On compte parmi les marques influencées : 
- Le De de Givenchy (1957)
- Fidji de Guy Laroche (1966)
- Charlie de Revlon (1973)
- Anaïs Anaïs de Cacharel (1979)
- Vie privée d'Yves Rocher (1989)
- Volupté d'Oscar de la Renta (1992)
- Bulgari Femme de Bulgari (1994)